# Cudowne są święta
Cudowne są święta – świąteczny EP polskiej wokalistki Haliny Benedyk, wydany w 2005 roku nakładem wydawnictwa muzycznego Koch International. Album zawiera sześć kolęd, pastorałek i piosenek świątecznych w wykonaniu wokalistki, nagranych z okazji świąt Narodzenia Pańskiego. Materiał powstał przy współpracy z kompozytorem Aleksandrem Maliszewskim oraz autorem tekstów Andrzejem Sobczakiem, odpowiedzialnymi są za premierowe kompozycje na płycie. 

## Lista utworów
Opracowano na podstawie materiału źródłowego.
1. „Cudowne są święta”
2. „Świąteczny to czas”
3. „W żłobie leży”
4. „Świeć nam świeć gwiazdeczko”
5. „Hej Mikołaju”
6. „Cicha noc”